# Lijst van wilde planten in Nederland
Dit is een lijst van wilde planten in Nederland.

## A
A B C D E F G H I J K L M N O P R S T U V W Z
| Nederlandse naam          | Wetenschappelijke naam                 |
| Aalbes                    | Ribes rubrum                           |
| Aangebrande orchis        | Orchis ustulata                        |
| Aapjesorchis              | Orchis simia                           |
| Aardaker                  | Lathyrus tuberosus                     |
| Aardbeiganzerik           | Potentilla sterilis                    |
| Aardbeiklaver             | Trifolium fragiferum                   |
| Aarddistel                | Cirsium acaule                         |
| Aardkastanje              | Bunium bulbocastanum                   |
| Aardpeer                  | Helianthus tuberosus                   |
| Aarvederkruid             | Myriophyllum spicatum                  |
| Absintalsem               | Artemisia absinthium                   |
| Adderwortel               | Persicaria bistorta                    |
| Adelaarsvaren             | Pteridium aquilinum                    |
| Afghaanse duizendknoop    | Persicaria wallichii                   |
| Akkerandoorn              | Stachys arvensis                       |
| Akkerboterbloem           | Ranunculus arvensis                    |
| Akkerdistel               | Cirsium arvense                        |
| Akkerdoornzaad            | Torilis arvensis                       |
| Akkerereprijs             | Veronica agrestis                      |
| Akkergeelster             | Gagea villosa                          |
| Akkerhoornbloem           | Cerastium arvense                      |
| Akkerkers                 | Rorippa sylvestris                     |
| Akkerklokje               | Campanula rapunculoides                |
| Akkerkool                 | Lapsana communis                       |
| Akkerleeuwenbek           | Misopates orontium                     |
| Akkermelkdistel           | Sonchus arvensis                       |
| Akkermunt                 | Mentha arvensis                        |
| Akkerogentroost           | Odontites vernus ssp. vernus           |
| Akkervergeet-mij-nietje   | Myosotis arvensis                      |
| Akkerviltkruid            | Filago arvensis                        |
| Akkerviooltje             | Viola arvensis                         |
| Akkerwinde                | Convolvulus arvensis                   |
| Akkerzenegroen            | Ajuga chamaepitys                      |
| Alpenandoorn              | Stachys alpina                         |
| Alpenbes                  | Ribes alpinum                          |
| Alpenheksenkruid          | Circaea alpina                         |
| Amandelwilg               | Salix triandra                         |
| Amandelwolfsmelk          | Euphorbia amygdaloides                 |
| Amerikaans krentenboompje | Amelanchier lamarckii                  |
| Amerikaanse eik           | Quercus rubra                          |
| Amerikaanse kruidkers     | Lepidium virginicum                    |
| Amerikaanse vogelkers     | Prunus serotina                        |
| Amsinckia                 | Amsinckia menziesii                    |
| Appel                     | Malus sylvestris                       |
| Armbloemig look           | Allium paradoxum                       |
| Armbloemige waterbies     | Eleocharis quinqueflora                |
| Asperge                   | Asparagus officinalis ssp. officinalis |
| Avondkoekoeksbloem        | Silene latifolia ssp. alba             |

## B
A B C D E F G H I J K L M N O P R S T U V W Z
| Nederlandse naam          | Wetenschappelijke naam                 |
| Bastaardpaardenstaart     | Equisetum ×litorale                    |
| Bastaardvlotgras          | Glyceria ×pedicellata                  |
| Basterdamarant            | Amaranthus hybridus ssp. hybridus      |
| Basterdklaver             | Trifolium hybridum                     |
| Beekpunge                 | Veronica beccabunga                    |
| Beemdhaver                | Helictotrichon pratense                |
| Beemdkroon                | Knautia arvensis                       |
| Beemdlangbloem            | Festuca pratensis                      |
| Beemdooievaarsbek         | Geranium pratense                      |
| Beenbreek                 | Narthecium ossifragum                  |
| Behaard breukkruid        | Herniaria hirsuta                      |
| Behaarde boterbloem       | Ranunculus sardous                     |
| Behaarde struweelroos     | Rosa caesia                            |
| Beklierde basterdwederik  | Epilobium ciliatum                     |
| Beklierde duizendknoop    | Persicaria lapathifolia                |
| Beklierde heggenroos      | Rosa tomentella                        |
| Beklierde nachtschade     | Solanum nigrum ssp. schultesii         |
| Beklierde ogentroost      | Euphrasia rostkoviana                  |
| Berendruif                | Arctostaphylos uva-ursi                |
| Bergandoorn               | Stachys recta                          |
| Bergbasterdwederik        | Epilobium montanum                     |
| Bergbeemdgras             | Poa chaixii                            |
| Bergdravik                | Bromopsis erecta                       |
| Berggamander              | Teucrium montanum                      |
| Berghertshooi             | Hypericum montanum                     |
| Berglook                  | Allium carinatum                       |
| Bergnachtorchis           | Platanthera montana                    |
| Bergsteentijm             | Clinopodium menthifolium               |
| Bergvrouwenmantel         | Alchemilla monticola                   |
| Berijpte viltroos         | Rosa sherardii                         |
| Bermooievaarsbek          | Geranium pyrenaicum                    |
| Bermzuring                | Rumex ×pratensis                       |
| Besanjelier               | Silene baccifera                       |
| Betonie                   | Stachys officinalis                    |
| Beuk                      | Fagus sylvatica                        |
| Beursjesganzenvoet        | Chenopodium chenopodioides             |
| Beverneltorkruid          | Oenanthe pimpinelloides                |
| Bevertjes                 | Briza media                            |
| Bezemdophei               | Erica scoparia                         |
| Bezemkruiskruid           | Senecio inaequidens                    |
| Bieslook                  | Allium schoenoprasum                   |
| Biestarwegras             | Elytrigia juncea ssp. boreoatlantica   |
| Biezenknoppen             | Juncus conglomeratus                   |
| Bijenorchis               | Ophrys apifera                         |
| Bijvoet                   | Artemisia vulgaris                     |
| Bilzekruid                | Hyoscyamus niger                       |
| Bitter barbarakruid       | Barbarea intermedia                    |
| Bittere veldkers          | Cardamine amara                        |
| Bittere wilg              | Salix purpurea                         |
| Bitterkruidbremraap       | Orobanche picridis                     |
| Bitterzoet                | Solanum dulcamara                      |
| Blaartrekkende boterbloem | Ranunculus sceleratus                  |
| Blaassilene               | Silene vulgaris                        |
| Blaasvaren                | Cystopteris fragilis                   |
| Blaaszegge                | Carex vesicaria                        |
| Blauw glidkruid           | Scutellaria galericulata               |
| Blauw guichelheil         | Anagallis arvensis ssp. foemina        |
| Blauw kweldergras         | Puccinellia fasciculata                |
| Blauw walstro             | Sherardia arvensis                     |
| Blauwe anemoon            | Anemone apennina                       |
| Blauwe bosbes             | Vaccinium myrtillus                    |
| Blauwe bremraap           | Orobanche purpurea                     |
| Blauwe druifjes           | Muscari botryoides                     |
| Blauwe knoop              | Succisa pratensis                      |
| Blauwe leeuwenbek         | Linaria arvensis                       |
| Blauwe waterereprijs      | Veronica anagallis-aquatica            |
| Blauwe zeedistel          | Eryngium maritimum                     |
| Blauwe zegge              | Carex panicea                          |
| Blauwgras                 | Sesleria albicans                      |
| Bleek bosvogeltje         | Cephalanthera damasonium               |
| Bleek kweldergras         | Puccinellia distans ssp. borealis      |
| Bleek schildzaad          | Alyssum alyssoides                     |
| Bleekgeel blaasjeskruid   | Utricularia ochroleuca                 |
| Bleekgele droogbloem      | Gnaphalium luteo-album                 |
| Bleekgele hennepnetel     | Galeopsis segetum                      |
| Bleeksporig bosviooltje   | Viola riviniana                        |
| Bleke basterdwederik      | Epilobium roseum                       |
| Bleke klaproos            | Papaver dubium                         |
| Bleke morgenster          | Tragopogon dubius                      |
| Bleke schubwortel         | Lathraea squamaria                     |
| Bleke zegge               | Carex pallescens                       |
| Bloedzuring               | Rumex sanguineus                       |
| Blonde zegge              | Carex hostiana                         |
| Bochtige klaver           | Trifolium medium                       |
| Bochtige smele            | Deschampsia flexuosa                   |
| Boerenkrokus              | Crocus tommasinianus                   |
| Boerenwormkruid           | Tanacetum vulgare                      |
| Bokkenorchis              | Himantoglossum hircinum                |
| Boksdoorn                 | Lycium barbarum                        |
| Bolderik                  | Agrostemma githago                     |
| Bolletjesraket            | Rapistrum rugosum                      |
| Bont kroonkruid           | Securigera varia                       |
| Bonte gele dovenetel      | Lamiastrum galeobdolon ssp. argentatum |
| Bonte krokus              | Crocus vernus                          |
| Bonte luzerne             | Medicago ×varia                        |
| Bonte paardenstaart       | Equisetum variegatum                   |
| Bonte wikke               | Vicia villosa                          |
| Borstelbies               | Isolepis setacea                       |
| Borstelgras               | Nardus stricta                         |
| Borstelkrans              | Clinopodium vulgare                    |
| Bosaardbei                | Fragaria vesca                         |
| Bosandoorn                | Stachys sylvatica                      |
| Bosanemoon                | Anemone nemorosa                       |
| Bosbies                   | Scirpus sylvaticus                     |
| Bosbingelkruid            | Mercurialis perennis                   |
| Bosboterbloem             | Ranunculus polyanthemos ssp. nemorosus |
| Bosdravik                 | Bromopsis ramosa ssp. benekenii        |
| Bosdroogbloem             | Gnaphalium sylvaticum                  |
| Bosereprijs               | Veronica montana                       |
| Bosgeelster               | Gagea lutea                            |
| Bosgierstgras             | Milium effusum                         |
| Boshavikskruid            | Hieracium sabaudum                     |
| Boskortsteel              | Brachypodium sylvaticum                |
| Boskruiskruid             | Senecio sylvaticus                     |
| Boslathyrus               | Lathyrus sylvestris                    |
| Bosmuur                   | Stellaria nemorum                      |
| Bosorchis                 | Dactylorhiza fuchsii                   |
| Bospaardenstaart          | Equisetum sylvaticum                   |
| Bosrank                   | Clematis vitalba                       |
| Bosroos                   | Rosa arvensis                          |
| Bostulp                   | Tulipa sylvestris                      |
| Bosveldkers               | Cardamine flexuosa                     |
| Bosvergeet-mij-nietje     | Myosotis sylvatica                     |
| Boswalstro                | Galium sylvaticum                      |
| Boswederik                | Lysimachia nemorum                     |
| Boswilg                   | Salix caprea                           |
| Boszegge                  | Carex sylvatica                        |
| Bottelroos                | Rosa villosa                           |
| Brandpastinaak            | Pastinaca sativa ssp. urens            |
| Brave hendrik             | Chenopodium bonus-henricus             |
| Brede dovenetel           | Lamium confertum                       |
| Brede eikvaren            | Polypodium interjectum                 |
| Brede ereprijs            | Veronica austriaca ssp. teucrium       |
| Brede orchis              | Dactylorhiza majalis ssp. majalis      |
| Brede raai                | Galeopsis ladanum                      |
| Brede stekelvaren         | Dryopteris dilatata                    |
| Brede waterpest           | Elodea canadensis                      |
| Brede wespenorchis        | Epipactis helleborine                  |
| Brede wolfsmelk           | Euphorbia platyphyllos                 |
| Brede zannichellia        | Zannichellia palustris ssp. major      |
| Breed fakkelgras          | Koeleria pyramidata                    |
| Breed klokje              | Campanula latifolia                    |
| Breed vlieszaad           | Corispermum marschallii                |
| Breed wollegras           | Eriophorum latifolium                  |
| Brem                      | Cytisus scoparius                      |
| Bruin cypergras           | Cyperus fuscus                         |
| Bruine snavelbies         | Rhynchospora fusca                     |
| Bruinrode wespenorchis    | Epipactis atrorubens                   |
| Bultkroos                 | Lemna gibba                            |
| Buntgras                  | Corynephorus canescens                 |

## C
A B C D E F G H I J K L M N O P R S T U V W Z
| Nederlandse naam         | Wetenschappelijke naam |
| Canadees hertshooi       | Hypericum canadense    |
| Canadese fijnstraal      | Conyza canadensis      |
| Canadese guldenroede     | Solidago canadensis    |
| Canadese rus             | Juncus canadensis      |
| Centauriebremraap        | Orobanche elatior      |
| Chinese naaldaar         | Setaria faberi         |
| Christoffelkruid         | Actaea spicata         |
| Cipreswolfsmelk          | Euphorbia cyparissias  |
| Citroengele honingklaver | Melilotus officinalis  |
| Citroenmelisse           | Melissa officinalis    |

## D
A B C D E F G H I J K L M N O P R S T U V W Z
| Nederlandse naam            | Wetenschappelijke naam             |
| Dagkoekoeksbloem            | Silene dioica                      |
| Dalkruid                    | Maianthemum bifolium               |
| Damastbloem                 | Hesperis matronalis                |
| Daslook                     | Allium ursinum                     |
| Dauwbraam                   | Rubus caesius                      |
| Dauwnetel                   | Galeopsis speciosa                 |
| Deens lepelblad             | Cochlearia danica                  |
| Dennenorchis                | Goodyera repens                    |
| Dennenwolfsklauw            | Huperzia selago                    |
| Dicht havikskruid           | Hieracium vulgatum                 |
| Dicht langbaardgras         | Vulpia fasciculata                 |
| Dichtbloemig kweldergras    | Puccinellia rupestris              |
| Dichtbloemige kruidkers     | Lepidium densiflorum               |
| Dichte bermzegge            | Carex muricata                     |
| Distelbremraap              | Orobanche reticulata               |
| Dodemansvingers             | Oenanthe crocata                   |
| Doffe ereprijs              | Veronica opaca                     |
| Dolik                       | Lolium temulentum                  |
| Dolle kervel                | Chaerophyllum temulum              |
| Donderkruid                 | Inula conyzae                      |
| Donkere ooievaarsbek        | Geranium phaeum                    |
| Donkere vetmuur             | Sagina apetala                     |
| Donkergroene basterdwederik | Epilobium obscurum                 |
| Donkersporig bosviooltje    | Viola reichenbachiana              |
| Donzige klit                | Arctium tomentosum                 |
| Doorgroeid fonteinkruid     | Potamogeton perfoliatus            |
| Doorgroeide boerenkers      | Thlaspi perfoliatum                |
| Doornappel                  | Datura stramonium                  |
| Doorschijnend sterrenkroos  | Callitriche truncata               |
| Douglasspar                 | Pseudotsuga menziesii              |
| Draadereprijs               | Veronica filiformis                |
| Draadfonteinkruid           | Potamogeton filiformis             |
| Draadgentiaan               | Cicendia filiformis                |
| Draadgierst                 | Panicum capillare                  |
| Draadklaver                 | Trifolium micranthum               |
| Draadrus                    | Juncus filiformis                  |
| Draadzegge                  | Carex lasiocarpa                   |
| Dreps                       | Bromus secalinus                   |
| Driebloemige nachtschade    | Solanum triflorum                  |
| Driedelige waterranonkel    | Ranunculus tripartitus             |
| Driedistel                  | Carlina vulgaris                   |
| Driehoornig walstro         | Galium tricornutum                 |
| Driekantige bies            | Schoenoplectus triqueter           |
| Driekleurig viooltje        | Viola tricolor                     |
| Drienerfmuur                | Moehringia trinervia               |
| Drienervige zegge           | Carex trinervis                    |
| Drijvend fonteinkruid       | Potamogeton natans                 |
| Drijvende egelskop          | Sparganium angustifolium           |
| Drijvende waterranonkel     | Ranunculus omiophyllus             |
| Drijvende waterweegbree     | Luronium natans                    |
| Druifkruid                  | Chenopodium botrys                 |
| Dubbelkelk                  | Picris echioides                   |
| Dubbelloof                  | Blechnum spicant                   |
| Duifkruid                   | Scabiosa columbaria                |
| Duinaveruit                 | Artemisia campestris ssp. maritima |
| Duindoorn                   | Hippophae rhamnoides               |
| Duinkruiskruid              | Jacobaea vulgaris ssp. dunensis    |
| Duinlangbaardgras           | Vulpia ciliata ssp. ambigua        |
| Duinriet                    | Calamagrostis epigejos             |
| Duinroos                    | Rosa pimpinellifolia               |
| Duinteunisbloem             | Oenothera oakesiana                |
| Duinviooltje                | Viola curtisii                     |
| Duinvogelmuur               | Stellaria pallida                  |
| Duinzwenkgras               | Festuca arenaria                   |
| Duist                       | Alopecurus myosuroides             |
| Duits viltkruid             | Filago vulgaris                    |
| Duitse brem                 | Genista germanica                  |
| Duitse dot                  | Salix dasyclados                   |
| Duitse gentiaan             | Gentianella germanica              |
| Duizendblad                 | Achillea millefolium               |
| Duizendknoopfonteinkruid    | Potamogeton polygonifolius         |
| Dunstaart                   | Parapholis strigosa                |
| Dwergbloem                  | Centunculus minimus                |
| Dwerggras                   | Mibora minima                      |
| Dwergkroos                  | Lemna minuta                       |
| Dwergrus                    | Juncus pygmaeus                    |
| Dwergviltkruid              | Filago minima                      |
| Dwergvlas                   | Radiola linoides                   |
| Dwergzegge                  | Carex oederi ssp. oederi           |

## E
A B C D E F G H I J K L M N O P R S T U V W Z
| Nederlandse naam        | Wetenschappelijke naam                  |
| Echt bitterkruid        | Picris hieracioides                     |
| Echt duizendguldenkruid | Centaurium erythraea                    |
| Echt lepelblad          | Cochlearia officinalis ssp. officinalis |
| Echte gamander          | Teucrium chamaedrys                     |
| Echte guldenroede       | Solidago virgaurea                      |
| Echte kamille           | Matricaria chamomilla                   |
| Echte koekoeksbloem     | Silene flos-cuculi                      |
| Echte valeriaan         | Valeriana officinalis                   |
| Eekhoorngras            | Vulpia bromoides                        |
| Eenarig wollegras       | Eriophorum vaginatum                    |
| Eenbes                  | Paris quadrifolia                       |
| Eenbloemig parelgras    | Melica uniflora                         |
| Eenbloemig wintergroen  | Moneses uniflora                        |
| Eenbloemige zeekraal    | Salicornia pusilla                      |
| Eenjarige hardbloem     | Scleranthus annuus                      |
| Eenstijlige meidoorn    | Crataegus monogyna                      |
| Eenzijdig wintergroen   | Orthilia secunda                        |
| Egelantier              | Rosa rubiginosa                         |
| Egelboterbloem          | Ranunculus flammula                     |
| Eironde leeuwenbek      | Kickxia spuria                          |
| Eivormige waterbies     | Eleocharis ovata                        |
| Elzenzegge              | Carex elongata                          |
| Engels gras             | Armeria maritima                        |
| Engels lepelblad        | Cochlearia officinalis ssp. anglica     |
| Engels raaigras         | Lolium perenne                          |
| Engels slijkgras        | Spartina anglica                        |
| Engelse alant           | Inula britannica                        |
| Es                      | Fraxinus excelsior                      |
| Esdoornganzenvoet       | Chenopodium hybridum                    |
| Esparcette              | Onobrychis viciifolia                   |
| Europese hanenpoot      | Echinochloa crus-galli                  |

## F
A B C D E F G H I J K L M N O P R S T U V W Z
| Nederlandse naam             | Wetenschappelijke naam                 |
| Fijn goudscherm              | Bupleurum tenuissimum                  |
| Fijn hoornblad               | Ceratophyllum submersum                |
| Fijn schapengras             | Festuca filiformis                     |
| Fijne kervel                 | Anthriscus caucalis                    |
| Fijne ooievaarsbek           | Geranium columbinum                    |
| Fijne waterranonkel          | Ranunculus aquatilis                   |
| Fijnstengelige vrouwenmantel | Alchemilla filicaulis                  |
| Fioringras                   | Agrostis stolonifera                   |
| Fladderiep                   | Ulmus laevis                           |
| Fluitenkruid                 | Anthriscus sylvestris                  |
| Fluweelblad                  | Abutilon theophrasti                   |
| Forez-streepvaren            | Asplenium foreziense                   |
| Fraai duizendguldenkruid     | Centaurium pulchellum                  |
| Fraai hertshooi              | Hypericum pulchrum                     |
| Fraaie vrouwenmantel         | Alchemilla mollis                      |
| Framboos                     | Rubus idaeus                           |
| Franjegentiaan               | Gentianopsis ciliata                   |
| Franse aardkastanje          | Conopodium majus                       |
| Franse amarant               | Amaranthus hybridus ssp. bouchonii     |
| Franse boekweit              | Fagopyrum tataricum                    |
| Franse silene                | Silene gallica                         |
| Fransje                      | Scirpus lacustris × S. tabernaemontani |

## G
A B C D E F G H I J K L M N O P R S T U V W Z
| Nederlandse naam         | Wetenschappelijke naam                  |
| Galigaan                 | Cladium mariscus                        |
| Gaspeldoorn              | Ulex europaeus                          |
| Gebogen driehoeksvaren   | Gymnocarpium dryopteris                 |
| Geel cypergras           | Cyperus flavescens                      |
| Geel nagelkruid          | Geum urbanum                            |
| Geel viltkruid           | Filago lutescens                        |
| Geel vogelpootje         | Ornithopus compressus                   |
| Geel walstro             | Galium verum                            |
| Geel zonneroosje         | Helianthemum nummularium                |
| Geelgroene vrouwenmantel | Alchemilla xanthochlora                 |
| Geelgroene wespenorchis  | Epipactis muelleri                      |
| Geelgroene zegge         | Carex oederi ssp. oedocarpa             |
| Geelhartje               | Linum catharticum                       |
| Geelrode naaldaar        | Setaria pumila                          |
| Geelwitte helmbloem      | Pseudofumaria alba                      |
| Geelwitte ossentong      | Anchusa ochroleuca                      |
| Gegolfd fonteinkruid     | Potamogeton ×angustifolius              |
| Gegroefde veldsla        | Valerianella carinata                   |
| Gehoornde klaverzuring   | Oxalis corniculata                      |
| Gekield sterrenkroos     | Callitriche cophocarpa                  |
| Gekielde dravik          | Ceratochloa carinata                    |
| Geknikte vossenstaart    | Alopecurus geniculatus                  |
| Gekroesd fonteinkruid    | Potamogeton crispus                     |
| Gekroesde melkdistel     | Sonchus asper                           |
| Gelderse roos            | Viburnum opulus                         |
| Gele anemoon             | Anemone ranunculoides                   |
| Gele dovenetel           | Lamiastrum galeobdolon s. str.          |
| Gele ganzenbloem         | Chrysanthemum segetum                   |
| Gele helmbloem           | Pseudofumaria lutea                     |
| Gele hoornpapaver        | Glaucium flavum                         |
| Gele kamille             | Anthemis tinctoria                      |
| Gele kornoelje           | Cornus mas                              |
| Gele lis                 | Iris pseudacorus                        |
| Gele maskerbloem         | Mimulus guttatus                        |
| Gele monnikskap          | Aconitum vulparia                       |
| Gele morgenster          | Tragopogon pratensis                    |
| Gele plomp               | Nuphar lutea                            |
| Gele waterkers           | Rorippa amphibia                        |
| Gele wikke               | Vicia lutea                             |
| Gele zegge               | Carex flava                             |
| Gelobde maanvaren        | Botrychium lunaria                      |
| Gelobde melde            | Atriplex laciniata                      |
| Genaald schapengras      | Festuca ovina                           |
| Genadekruid              | Gratiola officinalis                    |
| Geoord helmkruid         | Scrophularia auriculata                 |
| Geoorde veldsla          | Valerianella rimosa                     |
| Geoorde wilg             | Salix aurita                            |
| Geoorde zuring           | Rumex thyrsiflorus                      |
| Geplooide vrouwenmantel  | Alchemilla subcrenata                   |
| Gerande schijnspurrie    | Spergularia salina                      |
| Geschubde mannetjesvaren | Dryopteris affinis                      |
| Gespleten hennepnetel    | Galeopsis bifida                        |
| Gesteeld glaskroos       | Elatine hexandra                        |
| Gesteeld sterrenkroos    | Callitriche brutia                      |
| Gesteelde zannichellia   | Zannichellia palustris ssp. pedicellata |
| Gesteelde zoutmelde      | Atriplex pedunculata                    |
| Gestreepte klaver        | Trifolium striatum                      |
| Gestreepte leeuwenbek    | Linaria repens                          |
| Gestreepte witbol        | Holcus lanatus                          |
| Getand vlotgras          | Glyceria declinata                      |
| Getande veldsla          | Valerianella dentata                    |
| Getande weegbree         | Plantago major ssp. intermedia          |
| Gevinde kortsteel        | Brachypodium pinnatum                   |
| Gevlekt biggenkruid      | Hypochaeris maculata                    |
| Gevlekt hertshooi        | Hypericum maculatum ssp. maculatum      |
| Gevlekt longkruid        | Pulmonaria officinalis                  |
| Gevlekt zonneroosje      | Tuberaria guttata                       |
| Gevlekte aronskelk       | Arum maculatum                          |
| Gevlekte dovenetel       | Lamium maculatum s. str.                |
| Gevlekte orchis          | Dactylorhiza maculata                   |
| Gevlekte rupsklaver      | Medicago arabica                        |
| Gevlekte scheerling      | Conium maculatum                        |
| Gevleugeld helmkruid     | Scrophularia umbrosa                    |
| Gevleugeld hertshooi     | Hypericum tetrapterum                   |
| Gevleugeld sterrenkroos  | Callitriche stagnalis                   |
| Gewimperd langbaardgras  | Vulpia ciliata ssp. ciliata             |
| Gewone addertong         | Ophioglossum vulgatum                   |
| Gewone agrimonie         | Agrimonia eupatoria                     |
| Gewone berenklauw        | Heracleum sphondylium                   |
| Gewone bermzegge         | Carex spicata                           |
| Gewone braam             | Rubus fruticosus                        |
| Gewone brunel            | Prunella vulgaris                       |
| Gewone dophei            | Erica tetralix                          |
| Gewone dotterbloem       | Caltha palustris ssp. palustris         |
| Gewone duivenkervel      | Fumaria officinalis                     |
| Gewone eikvaren          | Polypodium vulgare                      |
| Gewone engelwortel       | Angelica sylvestris                     |
| Gewone ereprijs          | Veronica chamaedrys                     |
| Gewone esdoorn           | Acer pseudoplatanus                     |
| Gewone hennepnetel       | Galeopsis tetrahit                      |
| Gewone hoornbloem        | Cerastium fontanum ssp. vulgare         |
| Gewone klit              | Arctium minus                           |
| Gewone margriet          | Leucanthemum vulgare                    |
| Gewone melkdistel        | Sonchus oleraceus                       |
| Gewone ossentong         | Anchusa officinalis                     |
| Gewone raket             | Sisymbrium officinale                   |
| Gewone reigersbek        | Erodium cicutarium                      |
| Gewone rolklaver         | Lotus corniculatus var. corniculatus    |
| Gewone salomonszegel     | Polygonatum multiflorum                 |
| Gewone smeerwortel       | Symphytum officinale                    |
| Gewone spurrie           | Spergula arvensis                       |
| Gewone steenraket        | Erysimum cheiranthoides                 |
| Gewone veldbies          | Luzula campestris                       |
| Gewone vleugeltjesbloem  | Polygala vulgaris                       |
| Gewone vlier             | Sambucus nigra                          |
| Gewone vogelkers         | Prunus padus                            |
| Gewone vogelmelk         | Ornithogalum umbellatum                 |
| Gewone waterbies         | Eleocharis palustris                    |
| Gewone waternavel        | Hydrocotyle vulgaris                    |
| Gewone zandmuur          | Arenaria serpyllifolia                  |
| Gewone zoutmelde         | Atriplex portulacoides                  |
| Gewoon barbarakruid      | Barbarea vulgaris                       |
| Gewoon biggenkruid       | Hypochaeris radicata                    |
| Gewoon kweldergras       | Puccinellia maritima                    |
| Gewoon langbaardgras     | Vulpia myuros                           |
| Gewoon reukgras          | Anthoxanthum odoratum                   |
| Gewoon sneeuwklokje      | Galanthus nivalis                       |
| Gewoon speenkruid        | Ficaria verna ssp. verna                |
| Gewoon sterrenkroos      | Callitriche platycarpa                  |
| Gewoon struisgras        | Agrostis capillaris                     |
| Gewoon varkensgras       | Polygonum aviculare                     |
| Gifsla                   | Lactuca virosa                          |
| Gipskruid                | Gypsophila muralis                      |
| Glad biggenkruid         | Hypochaeris glabra                      |
| Glad parelzaad           | Lithospermum officinale                 |
| Glad vingergras          | Digitaria ischaemum                     |
| Glad walstro             | Galium mollugo                          |
| Gladde ereprijs          | Veronica polita                         |
| Gladde iep               | Ulmus minor                             |
| Gladde witbol            | Holcus mollis                           |
| Gladde zegge             | Carex laevigata                         |
| Glansbesnachtschade      | Solanum physalifolium                   |
| Glanshaver               | Arrhenatherum elatius                   |
| Glanzig fonteinkruid     | Potamogeton lucens                      |
| Glanzige hoornbloem      | Cerastium fontanum ssp. holosteoides    |
| Glanzige ooievaarsbek    | Geranium lucidum                        |
| Goudgele honingklaver    | Melilotus altissimus                    |
| Goudhaver                | Trisetum flavescens                     |
| Goudknopje               | Cotula coronopifolia                    |
| Goudzuring               | Rumex maritimus                         |
| Graskers                 | Lepidium graminifolium                  |
| Grasklokje               | Campanula rotundifolia                  |
| Graslathyrus             | Lathyrus nissolia                       |
| Grasmuur                 | Stellaria graminea                      |
| Grauwe abeel             | Populus ×canescens                      |
| Grauwe wilg              | Salix cinerea ssp. cinerea              |
| Greppelrus               | Juncus bufonius                         |
| Grijs havikskruid        | Hieracium praealtum                     |
| Grijskruid               | Berteroa incana                         |
| Grijze mosterd           | Hirschfeldia incana                     |
| Grindstijfgras           | Micropyrum tenellum                     |
| Groene bermzegge         | Carex divulsa                           |
| Groene naaldaar          | Setaria viridis                         |
| Groene nachtorchis       | Coeloglossum viride                     |
| Groenknolorchis          | Liparis loeselii                        |
| Groensteel               | Asplenium viride                        |
| Grof hoornblad           | Ceratophyllum demersum                  |
| Grondster                | Illecebrum verticillatum                |
| Groot blaasjeskruid      | Utricularia vulgaris                    |
| Groot bronkruid          | Montia fontana                          |
| Groot glaskruid          | Parietaria officinalis                  |
| Groot heksenkruid        | Circaea lutetiana                       |
| Groot hoefblad           | Petasites hybridus                      |
| Groot kaasjeskruid       | Malva sylvestris                        |
| Groot moerasscherm       | Apium nodiflorum                        |
| Groot nimfkruid          | Najas marina                            |
| Groot spiegelklokje      | Legousia speculum-veneris               |
| Groot springzaad         | Impatiens noli-tangere                  |
| Groot streepzaad         | Crepis biennis                          |
| Groot warkruid           | Cuscuta europaea                        |
| Groot zeegras            | Zostera marina                          |
| Grote bevernel           | Pimpinella major                        |
| Grote biesvaren          | Isoetes lacustris                       |
| Grote bosaardbei         | Fragaria moschata                       |
| Grote boterbloem         | Ranunculus lingua                       |
| Grote brandnetel         | Urtica dioica                           |
| Grote bremraap           | Orobanche rapum-genistae                |
| Grote centaurie          | Centaurea scabiosa                      |
| Grote egelskop           | Sparganium erectum                      |
| Grote engelwortel        | Angelica archangelica                   |
| Grote ereprijs           | Veronica persica                        |
| Grote graslelie          | Anthericum liliago                      |
| Grote hardvrucht         | Bunias orientalis                       |
| Grote kaardebol          | Dipsacus fullonum                       |
| Grote kattenstaart       | Lythrum salicaria                       |
| Grote keverorchis        | Listera ovata                           |
| Grote klaproos           | Papaver rhoeas                          |
| Grote klit               | Arctium lappa                           |
| Grote kroosvaren         | Azolla filiculoides                     |
| Grote leeuwenklauw       | Aphanes arvensis                        |
| Grote lisdodde           | Typha latifolia                         |
| Grote muggenorchis       | Gymnadenia conopsea                     |
| Grote muur               | Stellaria holostea                      |
| Grote pimpernel          | Sanguisorba officinalis                 |
| Grote ratelaar           | Rhinanthus angustifolius                |
| Grote sneeuwroem         | Scilla siehei                           |
| Grote teunisbloem        | Oenothera glazioviana                   |
| Grote tijm               | Thymus pulegioides                      |
| Grote veenbes            | Vaccinium macrocarpon                   |
| Grote veldbies           | Luzula sylvatica                        |
| Grote vossenstaart       | Alopecurus pratensis                    |
| Grote watereppe          | Sium latifolium                         |
| Grote waternavel         | Hydrocotyle ranunculoides               |
| Grote waterranonkel      | Ranunculus peltatus                     |
| Grote waterweegbree      | Alisma plantago-aquatica                |
| Grote wederik            | Lysimachia vulgaris                     |
| Grote weegbree           | Plantago major ssp. major               |
| Grote windhalm           | Apera spica-venti                       |
| Grote wolfsklauw         | Lycopodium clavatum                     |
| Grote zandkool           | Diplotaxis tenuifolia                   |
| Grove den                | Pinus sylvestris                        |
| Grove varkenskers        | Coronopus squamatus                     |
| Gulden boterbloem        | Ranunculus auricomus                    |
| Gulden sleutelbloem      | Primula veris                           |

## H
A B C D E F G H I J K L M N O P R S T U V W Z
| Nederlandse naam     | Wetenschappelijke naam               |
| Haagbeuk             | Carpinus betulus                     |
| Haagwinde            | Convolvulus sepium                   |
| Haaksterrenkroos     | Callitriche brutia                   |
| Haarfonteinkruid     | Potamogeton trichoides               |
| Haarlems klokkenspel | Saxifraga granulata ‘Plena’          |
| Handjesereprijs      | Veronica triphyllos                  |
| Handjesgras          | Cynodon dactylon                     |
| Hangende zegge       | Carex pendula                        |
| Hard zwenkgras       | Festuca brevipila                    |
| Harig knopkruid      | Galinsoga quadriradiata              |
| Harig vingergras     | Digitaria sanguinalis                |
| Harig wilgenroosje   | Epilobium hirsutum                   |
| Harige ratelaar      | Rhinanthus alectorolophus            |
| Harlekijn            | Anacamptis morio                     |
| Hartbladzonnebloem   | Doronicum pardalianches              |
| Hartgespan           | Leonurus cardiaca                    |
| Hauwklaver           | Tetragonolobus maritimus             |
| Hazelaar             | Corylus avellana                     |
| Hazelaarbraam        | Rubus corylifolius                   |
| Hazenpootje          | Trifolium arvense                    |
| Hazenstaart          | Lagurus ovatus                       |
| Hazenzegge           | Carex ovalis                         |
| Heelbeen             | Holosteum umbellatum                 |
| Heelblaadjes         | Pulicaria dysenterica                |
| Heelkruid            | Sanicula europaea                    |
| Heemst               | Althaea officinalis                  |
| Heen                 | Bolboschoenus maritimus              |
| Heermoes             | Equisetum arvense                    |
| Heggendoornzaad      | Torilis japonica                     |
| Heggenduizendknoop   | Fallopia dumetorum                   |
| Heggenrank           | Bryonia dioica                       |
| Heggenroos           | Rosa corymbifera                     |
| Heggenvogelmuur      | Stellaria neglecta                   |
| Heggenwikke          | Vicia sepium                         |
| Heidekartelblad      | Pedicularis sylvatica                |
| Heidespurrie         | Spergula morisonii                   |
| Heidezegge           | Carex ericetorum                     |
| Heksenmelk           | Euphorbia esula                      |
| Helm                 | Ammophila arenaria                   |
| Hemelsleutel         | Sedum telephium                      |
| Hengel               | Melampyrum pratense                  |
| Hennegras            | Calamagrostis canescens              |
| Hennepvreter         | Orobanche ramosa                     |
| Herderstasje         | Capsella bursa-pastoris              |
| Herfstbitterling     | Blackstonia perfoliata ssp. serotina |
| Herfstschroeforchis  | Spiranthes spiralis                  |
| Herfsttijloos        | Colchicum autumnale                  |
| Herik                | Sinapis arvensis                     |
| Hertshoornweegbree   | Plantago coronopus                   |
| Hertsmunt            | Mentha longifolia                    |
| Hoenderbeet          | Lamium amplexicaule                  |
| Hoge cyperzegge      | Carex pseudocyperus                  |
| Hoge fijnstraal      | Conyza sumatrensis                   |
| Hokjespeul           | Astragalus glycyphyllos              |
| Holpijp              | Equisetum fluviatile                 |
| Holwortel            | Corydalis cava                       |
| Hondsdraf            | Glechoma hederacea                   |
| Hondskruid           | Anacamptis pyramidalis               |
| Hondspeterselie      | Aethusa cynapium                     |
| Hondsroos            | Rosa canina                          |
| Hondstarwegras       | Elymus caninus                       |
| Hondsviooltje        | Viola canina                         |
| Hongaarse raket      | Sisymbrium altissimum                |
| Honingorchis         | Herminium monorchis                  |
| Hoog struisgras      | Agrostis gigantea                    |
| Hop                  | Humulus lupulus                      |
| Hopklaver            | Medicago lupulina                    |
| Hopwarkruid          | Cuscuta lupuliformis                 |
| Hulst                | Ilex aquifolium                      |

## I
A B C D E F G H I J K L M N O P R S T U V W Z
| Nederlandse naam     | Wetenschappelijke naam |
| IJle dravik          | Anisantha sterilis     |
| IJle hazenzegge      | Carex crawfordii       |
| IJle kropaar         | Dactylis polygama      |
| IJle zegge           | Carex remota           |
| IJzerhard            | Verbena officinalis    |
| Ingesneden dovenetel | Lamium hybridum        |
| Italiaans raaigras   | Lolium multiflorum     |
| Italiaanse aronskelk | Arum italicum          |
| Italiaanse clematis  | Clematis viticella     |

## J
A B C D E F G H I J K L M N O P R S T U V W Z
| Nederlandse naam     | Wetenschappelijke naam          |
| Jakobskruiskruid     | Jacobaea vulgaris ssp. vulgaris |
| Japanse berberis     | Berberis thunbergii             |
| Japanse duizendknoop | Fallopia japonica               |
| Japanse wijnbes      | Rubus phoenicolasius            |
| Jeneverbes           | Juniperus communis              |
| Judaspenning         | Lunaria annua                   |

## K
A B C D E F G H I J K L M N O P R S T U V W Z
| Nederlandse naam          | Wetenschappelijke naam                       |
| Kaal breukkruid           | Herniaria glabra                             |
| Kaal knopkruid            | Galinsoga parviflora                         |
| Kale gierst               | Panicum dichotomiflorum                      |
| Kale jonker               | Cirsium palustre                             |
| Kale struweelroos         | Rosa dumalis                                 |
| Kale vrouwenmantel        | Alchemilla glabra                            |
| Kalkboterbloem            | Ranunculus polyanthemos ssp. polyanthemoides |
| Kalketrip                 | Centaurea calcitrapa                         |
| Kalkhoornbloem            | Cerastium brachypetalum                      |
| Kalkraket                 | Calepina irregularis                         |
| Kalkwalstro               | Galium pumilum                               |
| Kalmoes                   | Acorus calamus                               |
| Kamferalant               | Dittrichia graveolens                        |
| Kamgras                   | Cynosurus cristatus                          |
| Kamvaren                  | Dryopteris cristata                          |
| Kandelaartje              | Saxifraga tridactylites                      |
| Kaneelroos                | Rosa majalis                                 |
| Kantig hertshooi          | Hypericum maculatum ssp. obtusiusculum       |
| Kantige basterdwederik    | Epilobium tetragonum                         |
| Karthuizer anjer          | Dianthus carthusianorum                      |
| Karwij                    | Carum carvi                                  |
| Karwijselie               | Selinum carvifolia                           |
| Karwijvarkenskervel       | Peucedanum carvifolia                        |
| Kattendoorn               | Ononis repens ssp. spinosa                   |
| Katwilg                   | Salix viminalis                              |
| Kegelsilene               | Silene conica                                |
| Keizerskaars              | Verbascum phlomoides                         |
| Kerspruim                 | Prunus cerasifera                            |
| Kikkerbeet                | Hydrocharis morsus-ranae                     |
| Klavervreter              | Orobanche minor                              |
| Kleefkruid                | Galium aparine                               |
| Klein blaasjeskruid       | Utricularia minor                            |
| Klein bronkruid           | Montia minor                                 |
| Klein fonteinkruid        | Potamogeton berchtoldii                      |
| Klein glaskroos           | Elatine hydropiper                           |
| Klein glaskruid           | Parietaria judaica                           |
| Klein glidkruid           | Scutellaria minor                            |
| Klein heksenkruid         | Circaea ×intermedia                          |
| Klein hoefblad            | Tussilago farfara                            |
| Klein kaasjeskruid        | Malva neglecta                               |
| Klein kroos               | Lemna minor                                  |
| Klein kruiskruid          | Senecio vulgaris                             |
| Klein liefdegras          | Eragrostis minor                             |
| Klein nimfkruid           | Najas minor                                  |
| Klein robertskruid        | Geranium purpureum                           |
| Klein slijkgras           | Spartina maritima                            |
| Klein spiegelklokje       | Legousia hybrida                             |
| Klein springzaad          | Impatiens parviflora                         |
| Klein sterrenkroos        | Callitriche palustris                        |
| Klein streepzaad          | Crepis capillaris                            |
| Klein tasjeskruid         | Teesdalia nudicaulis                         |
| Klein timoteegras         | Phleum pratense ssp. serotinum               |
| Klein vlooienkruid        | Pulicaria vulgaris                           |
| Klein vogelpootje         | Ornithopus perpusillus                       |
| Klein warkruid            | Cuscuta epithymum                            |
| Klein wintergroen         | Pyrola minor                                 |
| Klein zeegras             | Zostera noltei                               |
| Kleinbloemig kaasjeskruid | Malva parviflora                             |
| Kleinbloemige roos        | Rosa micrantha                               |
| Kleinbloemige salie       | Salvia verbenaca                             |
| Kleine aster              | Aster lanceolatus                            |
| Kleine bergsteentijm      | Clinopodium calamintha                       |
| Kleine bevernel           | Pimpinella saxifraga                         |
| Kleine biesvaren          | Isoetes echinospora                          |
| Kleine brandnetel         | Urtica urens                                 |
| Kleine duizendknoop       | Persicaria minor                             |
| Kleine egelskop           | Sparganium emersum                           |
| Kleine ereprijs           | Veronica verna                               |
| Kleine honingklaver       | Melilotus indicus                            |
| Kleine kaardebol          | Dipsacus pilosus                             |
| Kleine kattenstaart       | Lythrum hyssopifolia                         |
| Kleine keverorchis        | Listera cordata                              |
| Kleine klaver             | Trifolium dubium                             |
| Kleine knotszegge         | Carex hartmanii                              |
| Kleine kroosvaren         | Azolla cristata                              |
| Kleine leeuwenbek         | Chaenorhinum minus                           |
| Kleine leeuwenklauw       | Aphanes australis                            |
| Kleine leeuwentand        | Leontodon saxatilis                          |
| Kleine lisdodde           | Typha angustifolia                           |
| Kleine maagdenpalm        | Vinca minor                                  |
| Kleine majer              | Amaranthus blitum                            |
| Kleine ooievaarsbek       | Geranium pusillum                            |
| Kleine pimpernel          | Sanguisorba minor                            |
| Kleine ratelaar           | Rhinanthus minor                             |
| Kleine ruit               | Thalictrum minus                             |
| Kleine rupsklaver         | Medicago minima                              |
| Kleine schorseneer        | Scorzonera humilis                           |
| Kleine steentijm          | Clinopodium acinos                           |
| Kleine tijm               | Thymus serpyllum                             |
| Kleine valeriaan          | Valeriana dioica                             |
| Kleine varkenskers        | Coronopus didymus                            |
| Kleine veenbes            | Vaccinium oxycoccos                          |
| Kleine veldkers           | Cardamine hirsuta                            |
| Kleine vlotvaren          | Salvinia natans                              |
| Kleine watereppe          | Berula erecta                                |
| Kleine wolfsklauw         | Lycopodium tristachyum                       |
| Kleine wolfsmelk          | Euphorbia exigua                             |
| Kleine zandkool           | Diplotaxis muralis                           |
| Kleine zonnedauw          | Drosera intermedia                           |
| Kleinste egelskop         | Sparganium natans                            |
| Kleverig kruiskruid       | Senecio viscosus                             |
| Kleverige ogentroost      | Parentucellia viscosa                        |
| Kleverige reigersbek      | Erodium lebelii                              |
| Klimop                    | Hedera helix                                 |
| Klimopbremraap            | Orobanche hederae                            |
| Klimopereprijs            | Veronica hederifolia                         |
| Klimopklokje              | Wahlenbergia hederacea                       |
| Klimopwaterranonkel       | Ranunculus hederaceus                        |
| Klokjesgentiaan           | Gentiana pneumonanthe                        |
| Kluwenhoornbloem          | Cerastium glomeratum                         |
| Kluwenklokje              | Campanula glomerata                          |
| Kluwenzuring              | Rumex conglomeratus                          |
| Knikbloem                 | Chondrilla juncea                            |
| Knikkend nagelkruid       | Geum rivale                                  |
| Knikkend tandzaad         | Bidens cernua                                |
| Knikkende distel          | Carduus nutans                               |
| Knikkende vogelmelk       | Ornithogalum nutans                          |
| Knobbelklaverzuring       | Oxalis dillenii                              |
| Knolbeemdgras             | Poa bulbosa                                  |
| Knolboterbloem            | Ranunculus bulbosus                          |
| Knolcyperus               | Cyperus esculentus                           |
| Knollathyrus              | Lathyrus linifolius                          |
| Knolribzaad               | Chaerophyllum bulbosum                       |
| Knolrus                   | Juncus bulbosus                              |
| Knolspirea                | Filipendula vulgaris                         |
| Knolsteenbreek            | Saxifraga granulata s. str.                  |
| Knolvossenstaart          | Alopecurus bulbosus                          |
| Knoopkruid                | Centaurea jacea                              |
| Knopbies                  | Schoenus nigricans                           |
| Knopherik                 | Raphanus raphanistrum                        |
| Knopig doornzaad          | Torilis nodosa                               |
| Knopig helmkruid          | Scrophularia nodosa                          |
| Knopkroos                 | Lemna turionifera                            |
| Knotszegge                | Carex buxbaumii                              |
| Kogelbies                 | Scirpoides holoschoenus                      |
| Kompassla                 | Lactuca serriola                             |
| Koninginnenkruid          | Eupatorium cannabinum                        |
| Koningskaars              | Verbascum thapsus                            |
| Koningsvaren              | Osmunda regalis                              |
| Koolzaad                  | Brassica napus                               |
| Koprus                    | Juncus capitatus                             |
| Koraalwortel              | Corallorrhiza trifida                        |
| Korenbloem                | Centaurea cyanus                             |
| Korenschijnspurrie        | Spergularia segetalis                        |
| Korensla                  | Arnoseris minima                             |
| Korrelganzenvoet          | Chenopodium polyspermum                      |
| Kortarige zeekraal        | Salicornia europaea                          |
| Kraagroos                 | Rosa agrestis                                |
| Kraaihei                  | Empetrum nigrum                              |
| Kraailook                 | Allium vineale                               |
| Kraakwilg                 | Salix fragilis                               |
| Krabbenscheer             | Stratiotes aloides                           |
| Kranskarwij               | Carum verticillatum                          |
| Kransmunt                 | Mentha ×verticillata                         |
| Kransmuur                 | Polycarpon tetraphyllum                      |
| Kransnaaldaar             | Setaria verticillata                         |
| Kranssalie                | Salvia verticillata                          |
| Kranssalomonszegel        | Polygonatum verticillatum                    |
| Kransvederkruid           | Myriophyllum verticillatum                   |
| Kromhals                  | Anchusa arvensis                             |
| Kroontjeskruid            | Euphorbia helioscopia                        |
| Kropaar                   | Dactylis glomerata                           |
| Kruidvlier                | Sambucus ebulus                              |
| Kruipbrem                 | Genista pilosa                               |
| Kruipend moerasscherm     | Apium repens                                 |
| Kruipend stalkruid        | Ononis repens ssp. repens                    |
| Kruipend zenegroen        | Ajuga reptans                                |
| Kruipende boterbloem      | Ranunculus repens                            |
| Kruipende moerasweegbree  | Baldellia ranunculoides ssp. repens          |
| Kruipertje                | Hordeum murinum                              |
| Kruipganzerik             | Potentilla anglica                           |
| Kruiptijm                 | Thymus praecox                               |
| Kruipwilg                 | Salix repens                                 |
| Kruisbes                  | Ribes uva-crispa                             |
| Kruisbladgentiaan         | Gentiana cruciata                            |
| Kruisbladige wolfsmelk    | Euphorbia lathyrus                           |
| Kruisbladwalstro          | Cruciata laevipes                            |
| Kruisdistel               | Eryngium campestre                           |
| Kruismuur                 | Moenchia erecta                              |
| Kruldistel                | Carduus crispus                              |
| Krulzuring                | Rumex crispus                                |
| Kuifhyacint               | Muscari comosum                              |
| Kuifvleugeltjesbloem      | Polygala comosa                              |
| Kustmelde                 | Atriplex glabriuscula                        |
| Kustzegge                 | Carex divisa                                 |
| Kweek                     | Elytrigia repens                             |
| Kweekdravik               | Bromopsis inermis                            |
| Kwelderzegge              | Carex extensa                                |
| Kwispelgerst              | Hordeum jubatum                              |

## L
A B C D E F G H I J K L M N O P R S T U V W Z
| Nederlandse naam             | Wetenschappelijke naam                |
| Laksteeltje                  | Catapodium marinum                    |
| Lamsoor                      | Limonium vulgare                      |
| Lancetbladige basterdwederik | Epilobium lanceolatum                 |
| Langarige zeekraal           | Salicornia procumbens                 |
| Lange ereprijs               | Veronica longifolia                   |
| Lange zonnedauw              | Drosera anglica                       |
| Langstekelige distel         | Carduus acanthoides                   |
| Langstengelig fonteinkruid   | Potamogeton praelongus                |
| Lansvaren                    | Polystichum lonchitis                 |
| Late guldenroede             | Solidago gigantea                     |
| Late stekelnoot              | Xanthium strumarium                   |
| Lathyruswikke                | Vicia lathyroides                     |
| Laurierwilg                  | Salix pentandra                       |
| Lavendelhei                  | Andromeda polifolia                   |
| Lelietje-van-dalen           | Convallaria majalis                   |
| Lenteklokje                  | Leucojum vernum                       |
| Lidrus                       | Equisetum palustre                    |
| Lidsteng                     | Hippuris vulgaris                     |
| Liesgras                     | Glyceria maxima                       |
| Lievevrouwebedstro           | Galium odoratum                       |
| Liggend bergvlas             | Thesium humifusum                     |
| Liggend hertshooi            | Hypericum humifusum                   |
| Liggend walstro              | Galium saxatile                       |
| Liggende asperge             | Asparagus officinalis ssp. prostratus |
| Liggende ereprijs            | Veronica prostrata                    |
| Liggende ganzenvoet          | Chenopodium pumilio                   |
| Liggende ganzerik            | Potentilla supina                     |
| Liggende klaver              | Trifolium campestre                   |
| Liggende raket               | Sisymbrium supinum                    |
| Liggende vetmuur             | Sagina procumbens                     |
| Liggende vleugeltjesbloem    | Polygala serpyllifolia                |
| Linnaeusklokje               | Linnaea borealis                      |
| Look-zonder-look             | Alliaria petiolata                    |
| Loos blaasjeskruid           | Utricularia australis                 |
| Luzerne                      | Medicago sativa                       |

## M
A B C D E F G H I J K L M N O P R S T U V W Z
| Nederlandse naam         | Wetenschappelijke naam                 |
| Maarts viooltje          | Viola odorata                          |
| Maasraket                | Sisymbrium austriacum ssp. chrysanthum |
| Madeliefje               | Bellis perennis                        |
| Mahonie                  | Berberis aquifolium                    |
| Malrove                  | Marrubium vulgare                      |
| Mannagras                | Glyceria fluitans                      |
| Mannetjesereprijs        | Veronica officinalis                   |
| Mannetjesorchis          | Orchis mascula                         |
| Mannetjesvaren           | Dryopteris filix-mas                   |
| Maretak                  | Viscum album                           |
| Mattenbies               | Schoenoplectus lacustris               |
| Meekrap                  | Rubia tinctorum                        |
| Melganzenvoet            | Chenopodium album                      |
| Melige toorts            | Verbascum lychnitis                    |
| Melkeppe                 | Peucedanum palustre                    |
| Melkkruid                | Glaux maritima                         |
| Melkviooltje             | Viola persicifolia                     |
| Middelste duivenkervel   | Fumaria muralis ssp. boroei            |
| Middelste ganzerik       | Potentilla intermedia                  |
| Middelste teunisbloem    | Oenothera biennis                      |
| Mierik                   | Armoracia rusticana                    |
| Mispel                   | Mespilus germanica                     |
| Moederkruid              | Tanacetum parthenium                   |
| Moerasandijvie           | Tephroseris palustris                  |
| Moerasandoorn            | Stachys palustris                      |
| Moerasbasterdwederik     | Epilobium palustre                     |
| Moerasbeemdgras          | Poa palustris                          |
| Moerasdroogbloem         | Gnaphalium uliginosum                  |
| Moerasgamander           | Teucrium scordium                      |
| Moerashertshooi          | Hypericum elodes                       |
| Moerashyacint            | Pontederia cordata                     |
| Moeraskartelblad         | Pedicularis palustris                  |
| Moeraskers               | Rorippa palustris                      |
| Moeraskruiskruid         | Jacobaea paludosa                      |
| Moeraslathyrus           | Lathyrus palustris                     |
| Moerasmelkdistel         | Sonchus palustris                      |
| Moerasmuur               | Stellaria uliginosa                    |
| Moerasrolklaver          | Lotus pedunculatus                     |
| Moerassmele              | Deschampsia setacea                    |
| Moerasspirea             | Filipendula ulmaria                    |
| Moerasstreepzaad         | Crepis paludosa                        |
| Moerasstruisgras         | Agrostis canina                        |
| Moerasvaren              | Thelypteris palustris                  |
| Moerasvergeet-mij-nietje | Myosotis scorpioides                   |
| Moerasviooltje           | Viola palustris                        |
| Moeraswalstro            | Galium palustre                        |
| Moeraswederik            | Lysimachia thyrsiflora                 |
| Moeraswespenorchis       | Epipactis palustris                    |
| Moeraswolfsklauw         | Lycopodiella inundata                  |
| Moeraswolfsmelk          | Euphorbia palustris                    |
| Moeraszegge              | Carex acutiformis                      |
| Moeraszoutgras           | Triglochin palustris                   |
| Moeraszuring             | Rumex palustris                        |
| Moesdistel               | Cirsium oleraceum                      |
| Moeslook                 | Allium oleraceum                       |
| Mosbloempje              | Crassula tillaea                       |
| Mottenkruid              | Verbascum blattaria                    |
| Muizenoor                | Hieracium pilosella                    |
| Muizenstaart             | Myosurus minimus                       |
| Muskuskaasjeskruid       | Malva moschata                         |
| Muskuskruid              | Adoxa moschatellina                    |
| Muurbloem                | Erysimum cheiri                        |
| Muurbloemmosterd         | Coincya monensis ssp. recurvata        |
| Muurfijnstraal           | Erigeron karvinskianus                 |
| Muurganzenvoet           | Chenopodium murale                     |
| Muurhavikskruid          | Hieracium murorum                      |
| Muurleeuwenbek           | Cymbalaria muralis                     |
| Muurpeper                | Sedum acre                             |
| Muursla                  | Mycelis muralis                        |
| Muurvaren                | Asplenium ruta-muraria                 |

## N
A B C D E F G H I J K L M N O P R S T U V W Z
| Nederlandse naam   | Wetenschappelijke naam |
| Naakte lathyrus    | Lathyrus aphaca        |
| Naaldenkervel      | Scandix pecten-veneris |
| Naaldwaterbies     | Eleocharis acicularis  |
| Nachtkoekoeksbloem | Silene noctiflora      |
| Nachtsilene        | Silene nutans          |
| Nerfamarant        | Amaranthus blitoides   |
| Noords walstro     | Galium boreale         |
| Noordse helm       | Calammophila ×baltica  |
| Noordse rus        | Juncus balticus        |
| Noordse zegge      | Carex aquatilis        |
| Noorse esdoorn     | Acer platanoides       |
| Noorse ganzerik    | Potentilla norvegica   |

## O
A B C D E F G H I J K L M N O P R S T U V W Z
| Nederlandse naam            | Wetenschappelijke naam               |
| Oeverkruid                  | Littorella uniflora                  |
| Oeverwarkruid               | Cuscuta gronovii                     |
| Oeverzegge                  | Carex riparia                        |
| Okkernoot                   | Juglans regia                        |
| Omgebogen vetkruid          | Sedum cepaea                         |
| Onderaardse klaver          | Trifolium subterraneum               |
| Ondergedoken moerasscherm   | Apium inundatum                      |
| Ongelijkbladig fonteinkruid | Potamogeton gramineus                |
| Oorsilene                   | Silene otites                        |
| Oostelijk kruiskruid        | Senecio vernalis                     |
| Oostenrijkse kers           | Rorippa austriaca                    |
| Oosterse karmozijnbes       | Phytolacca esculenta                 |
| Oosterse morgenster         | Tragopogon pratensis ssp. orientalis |
| Oosterse raket              | Sisymbrium orientale                 |
| Oosterse sterhyacint        | Scilla siberica                      |
| Oot                         | Avena fatua                          |
| Oranje havikskruid          | Hieracium aurantiacum                |
| Oranje springzaad           | Impatiens capensis                   |
| Overblijvende hardbloem     | Scleranthus perennis                 |
| Overblijvende ossentong     | Pentaglottis sempervirens            |

## P
A B C D E F G H I J K L M N O P R S T U V W Z
| Nederlandse naam        | Wetenschappelijke naam              |
| Paarbladig fonteinkruid | Groenlandia densa                   |
| Paarbladig goudveil     | Chrysosplenium oppositifolium       |
| Paardenbloem            | Taraxacum officinale                |
| Paardenbloemstreepzaad  | Crepis vesicaria ssp. taraxacifolia |
| Paardenhaarzegge        | Carex appropinquata                 |
| Paardenhoefklaver       | Hippocrepis comosa                  |
| Paardenzuring           | Rumex aquaticus                     |
| Paarse dovenetel        | Lamium purpureum                    |
| Paarse morgenster       | Tragopogon porrifolius              |
| Paddenrus               | Juncus subnodulosus                 |
| Papegaaienkruid         | Amaranthus retroflexus              |
| Parnassia               | Parnassia palustris                 |
| Pastinaak               | Pastinaca sativa ssp. sativa        |
| Peen                    | Daucus carota                       |
| Peer                    | Pyrus communis                      |
| Penningkruid            | Lysimachia nummularia               |
| Peperkers               | Lepidium latifolium                 |
| Perzikkruid             | Persicaria maculosa                 |
| Peterseliebraam         | Rubus laciniatus                    |
| Phacelia                | Phacelia tanacetifolia              |
| Pijlkruid               | Sagittaria sagittifolia             |
| Pijlkruidkers           | Lepidium draba                      |
| Pijlscheefkelk          | Arabis hirsuta ssp. sagittata       |
| Pijpbloem               | Aristolochia clematitis             |
| Pijpenstrootje          | Molinia caerulea                    |
| Pijptorkruid            | Oenanthe fistulosa                  |
| Pilvaren                | Pilularia globulifera               |
| Pilzegge                | Carex pilulifera                    |
| Pinksterbloem           | Cardamine pratensis                 |
| Piramidezenegroen       | Ajuga pyramidalis                   |
| Pitrus                  | Juncus effusus                      |
| Plat beemdgras          | Poa compressa                       |
| Plat blaasjeskruid      | Utricularia intermedia              |
| Plat fonteinkruid       | Potamogeton compressus              |
| Platte bies             | Blysmus compressus                  |
| Platte rus              | Juncus compressus                   |
| Pluimzegge              | Carex paniculata                    |
| Poelruit                | Thalictrum flavum                   |
| Polei                   | Mentha pulegium                     |
| Polzegge                | Carex cespitosa                     |
| Pontische rododendron   | Rhododendron ponticum               |
| Poppenorchis            | Orchis anthropophorum               |
| Postelein               | Portulaca oleracea                  |
| Prachtanjer             | Dianthus superbus                   |
| Prachtframboos          | Rubus spectabilis                   |
| Prachtklokje            | Campanula persicifolia              |
| Priemvetmuur            | Sagina subulata                     |
| Prikneus                | Lychnis coronaria                   |
| Puntig fonteinkruid     | Potamogeton mucronatus              |
| Puntkroos               | Lemna trisulca                      |
| Purperorchis            | Orchis purpurea                     |

## R
A B C D E F G H I J K L M N O P R S T U V W Z
| Nederlandse naam       | Wetenschappelijke naam                 |
| Raapzaad               | Brassica rapa                          |
| Rankende duivenkervel  | Fumaria capreolata                     |
| Rankende helmbloem     | Ceratocapnos claviculata               |
| Rapunzelklokje         | Campanula rapunculus                   |
| Ratelpopulier          | Populus tremula                        |
| Rechte alsem           | Artemisia biennis                      |
| Rechte driehoeksvaren  | Gymnocarpium robertianum               |
| Rechte ganzerik        | Potentilla recta                       |
| Rechte rolklaver       | Lotus "Sativus"                        |
| Rechte rus             | Juncus alpinoarticulatus               |
| Reukeloze kamille      | Tripleurospermum maritimum             |
| Reuzenbalsemien        | Impatiens glandulifera                 |
| Reuzenberenklauw       | Heracleum mantegazzianum               |
| Reuzenpaardenstaart    | Equisetum telmateia                    |
| Reuzenzwenkgras        | Festuca gigantea                       |
| Ribbelzegge            | Carex vulpinoidea                      |
| Ridderzuring           | Rumex obtusifolius                     |
| Riempjes               | Corrigiola litoralis                   |
| Riet                   | Phragmites australis                   |
| Rietgras               | Phalaris arundinacea                   |
| Rietorchis             | Dactylorhiza majalis ssp. praetermissa |
| Rietzwenkgras          | Festuca arundinacea                    |
| Rijncentaurie          | Centaurea stoebe                       |
| Rijsbes                | Vaccinium uliginosum                   |
| Rijstgras              | Leersia oryzoides                      |
| Rimpelroos             | Rosa rugosa                            |
| Ringelwikke            | Vicia hirsuta                          |
| Rivierduinzegge        | Carex ligerica                         |
| Rivierfonteinkruid     | Potamogeton nodosus                    |
| Rivierkruiskruid       | Senecio sarracenicus                   |
| Rivierstruisriet       | Calamagrostis pseudophragmites         |
| Riviertandzaad         | Bidens radiata                         |
| Robertskruid           | Geranium robertianum                   |
| Robinia                | Robinia pseudoacacia                   |
| Rode aardbeispinazie   | Chenopodium foliosum                   |
| Rode bies              | Blysmus rufus                          |
| Rode bosbes            | Vaccinium vitis-idaea                  |
| Rode bremraap          | Orobanche lutea                        |
| Rode dophei            | Erica cinerea                          |
| Rode ganzenvoet        | Chenopodium rubrum                     |
| Rode kamperfoelie      | Lonicera xylosteum                     |
| Rode klaver            | Trifolium pratense                     |
| Rode kornoelje         | Cornus sanguinea                       |
| Rode ogentroost        | Odontites vernus ssp. serotinus        |
| Rode schijnspurrie     | Spergularia rubra                      |
| Rode waterereprijs     | Veronica catenata                      |
| Roggelelie             | Lilium bulbiferum ssp. croceum         |
| Rond kaasjeskruid      | Malva pusilla                          |
| Rond sterrenkroos      | Callitriche hermaphroditica            |
| Rond wintergroen       | Pyrola rotundifolia                    |
| Ronde ooievaarsbek     | Geranium rotundifolium                 |
| Ronde zegge            | Carex diandra                          |
| Ronde zonnedauw        | Drosera rotundifolia                   |
| Rood bosvogeltje       | Cephalanthera rubra                    |
| Rood guichelheil       | Anagallis arvensis ssp. arvensis       |
| Rood peperboompje      | Daphne mezereum                        |
| Rood zwenkgras         | Festuca rubra                          |
| Roomse kervel          | Myrrhis odorata                        |
| Rosse vossenstaart     | Alopecurus aequalis                    |
| Rossig fonteinkruid    | Potamogeton alpinus                    |
| Rossige wilg           | Salix cinerea ssp. oleifolia           |
| Roze vetkruid          | Sedum spurium                          |
| Roze winterpostelein   | Claytonia sibirica                     |
| Rozenkransje           | Antennaria dioica                      |
| Rozetkruidkers         | Lepidium heterophyllum                 |
| Rozetsteenkers         | Arabidopsis arenosa                    |
| Ruig hertshooi         | Hypericum hirsutum                     |
| Ruig klokje            | Campanula trachelium                   |
| Ruig viooltje          | Viola hirta                            |
| Ruig zoutkruid         | Bassia hirsuta                         |
| Ruige anjer            | Dianthus armeria                       |
| Ruige klaproos         | Papaver argemone                       |
| Ruige lathyrus         | Lathyrus hirsutus                      |
| Ruige leeuwentand      | Leontodon hispidus                     |
| Ruige rupsklaver       | Medicago polymorpha                    |
| Ruige scheefkelk       | Arabis hirsuta ssp. hirsuta            |
| Ruige veldbies         | Luzula pilosa                          |
| Ruige weegbree         | Plantago media                         |
| Ruige zegge            | Carex hirta                            |
| Ruw beemdgras          | Poa trivialis                          |
| Ruw gierstgras         | Milium vernale                         |
| Ruw parelzaad          | Lithospermum arvense                   |
| Ruw vergeet-mij-nietje | Myosotis ramosissima                   |
| Ruw walstro            | Galium uliginosum                      |
| Ruwe berk              | Betula pendula                         |
| Ruwe bies              | Schoenoplectus tabernaemontani         |
| Ruwe dravik            | Bromopsis ramosa ssp. ramosa           |
| Ruwe iep               | Ulmus glabra                           |
| Ruwe klaver            | Trifolium scabrum                      |
| Ruwe paardenstaart     | Equisetum ×trachyodon                  |
| Ruwe smele             | Deschampsia cespitosa                  |
| Ruwe viltroos          | Rosa pseudoscabriuscula                |

## S
A B C D E F G H I J K L M N O P R S T U V W Z
| Nederlandse naam             | Wetenschappelijke naam                     |
| Sachalinse duizendknoop      | Fallopia sachalinensis                     |
| Schaafstro                   | Equisetum hyemale                          |
| Schaduwgras                  | Poa nemoralis                              |
| Schaduwkruiskruid            | Senecio nemorensis                         |
| Schapenzuring                | Rumex acetosella                           |
| Schedefonteinkruid           | Potamogeton pectinatus                     |
| Schedegeelster               | Gagea spathacea                            |
| Schermhavikskruid            | Hieracium umbellatum                       |
| Scherpe boterbloem           | Ranunculus acris                           |
| Scherpe fijnstraal           | Erigeron acer                              |
| Scherpe zegge                | Carex acuta                                |
| Scherpkruid                  | Asperugo procumbens                        |
| Scheve hoornbloem            | Cerastium diffusum                         |
| Schietwilg                   | Salix alba                                 |
| Schijfkamille                | Matricaria discoidea                       |
| Schijnaardbei                | Potentilla indica                          |
| Schijnegelantier             | Rosa columnifera                           |
| Schijnheggenroos             | Rosa subcollina                            |
| Schijnhondsroos              | Rosa subcanina                             |
| Schijnraket                  | Erucastrum gallicum                        |
| Schildereprijs               | Veronica scutellata                        |
| Schorrenkruid                | Suaeda maritima                            |
| Schorrenzoutgras             | Triglochin maritima                        |
| Schubvaren                   | Asplenium ceterach                         |
| Schubzegge                   | Carex lepidocarpa                          |
| Selderij                     | Apium graveolens                           |
| Sering                       | Syringa vulgaris                           |
| Sierlijke dravik             | Bromus lepidus                             |
| Sierlijke vetmuur            | Sagina nodosa                              |
| Sikkelgoudscherm             | Bupleurum falcatum                         |
| Sikkelklaver                 | Medicago falcata                           |
| Sikkelkruid                  | Falcaria vulgaris                          |
| Sint-Janskruid               | Hypericum perforatum                       |
| Slangenkruid                 | Echium vulgare                             |
| Slangenlook                  | Allium scorodoprasum                       |
| Slangenwortel                | Calla palustris                            |
| Slank wollegras              | Eriophorum gracile                         |
| Slanke gentiaan              | Gentianella amarella                       |
| Slanke mantelanjer           | Petrorhagia prolifera                      |
| Slanke sleutelbloem          | Primula elatior                            |
| Slanke vrouwenmantel         | Alchemilla micans                          |
| Slanke waterbies             | Eleocharis uniglumis                       |
| Slanke waterkers             | Nasturtium microphyllum                    |
| Slanke waterweegbree         | Alisma lanceolatum                         |
| Slanke wikke                 | Vicia tetrasperma ssp. gracilis            |
| Slanke zegge                 | Carex strigosa                             |
| Sleedoorn                    | Prunus spinosa                             |
| Slijkgroen                   | Limosella aquatica                         |
| Slijkzegge                   | Carex limosa                               |
| Slipbladige ooievaarsbek     | Geranium dissectum                         |
| Slipbladige rudbeckia        | Rudbeckia laciniata                        |
| Slofhak                      | Anthoxanthum aristatum                     |
| Smal beemdgras               | Poa angustifolia                           |
| Smal fakkelgras              | Koeleria macrantha                         |
| Smal longkruid               | Pulmonaria montana                         |
| Smal streepzaad              | Crepis tectorum                            |
| Smal tandzaad                | Bidens connata                             |
| Smal vlieszaad               | Corispermum intermedium                    |
| Smalle aster                 | Aster lanceolatus                          |
| Smalle beukvaren             | Phegopteris connectilis                    |
| Smalle raai                  | Galeopsis angustifolia                     |
| Smalle rolklaver             | Lotus glaber                               |
| Smalle stekelvaren           | Dryopteris carthusiana                     |
| Smalle waterpest             | Elodea nuttallii                           |
| Smalle waterweegbree         | Alisma gramineum                           |
| Smalle weegbree              | Plantago lanceolata                        |
| Smalle wikke                 | Vicia sativa ssp. nigra                    |
| Snavelruppia                 | Ruppia maritima                            |
| Snavelzegge                  | Carex rostrata                             |
| Sneeuwbes                    | Symphoricarpos albus                       |
| Sofiekruid                   | Descurainia sophia                         |
| Soldaatje                    | Orchis militaris                           |
| Spaanse aak                  | Acer campestre                             |
| Spaanse hyacint              | Hyacinthoides hispanica                    |
| Spaanse ruiter               | Cirsium dissectum                          |
| Spaanse zuring               | Rumex scutatus                             |
| Spatelviltkruid              | Filago pyramidata                          |
| Speerdistel                  | Cirsium vulgare                            |
| Spiesleeuwenbek              | Kickxia elatine                            |
| Spiesmelde                   | Atriplex prostrata                         |
| Spiesraket                   | Sisymbrium loeselii                        |
| Spindotterbloem              | Caltha palustris ssp. araneosa             |
| Spiraalruppia                | Ruppia cirrhosa                            |
| Spits fonteinkruid           | Potamogeton acutifolius                    |
| Spits havikskruid            | Hieracium lactucella                       |
| Spitslobbige vrouwenmantel   | Alchemilla acutiloba                       |
| Sporkehout                   | Rhamnus frangula                           |
| Springzaadveldkers           | Cardamine impatiens                        |
| Stalkaars                    | Verbascum densiflorum                      |
| Steenanjer                   | Dianthus deltoides                         |
| Steenbraam                   | Rubus saxatilis                            |
| Steenbreekvaren              | Asplenium trichomanes                      |
| Steenhoornbloem              | Cerastium pumilum                          |
| Steenkruidkers               | Lepidium ruderale                          |
| Stekelbrem                   | Genista anglica                            |
| Stekend loogkruid            | Salsola kali ssp. kali                     |
| Stekende bies                | Schoenoplectus pungens                     |
| Stekende wolfsklauw          | Lycopodium annotinum                       |
| Stengelloze sleutelbloem     | Primula vulgaris                           |
| Stengelomvattend havikskruid | Hieracium amplexicaule                     |
| Sterzegge                    | Carex echinata                             |
| Stijf barbarakruid           | Barbarea stricta                           |
| Stijf hardgras               | Catapodium rigidum                         |
| Stijf havikskruid            | Hieracium laevigatum                       |
| Stijf struisriet             | Calamagrostis stricta                      |
| Stijf vergeet-mij-nietje     | Myosotis stricta                           |
| Stijve dravik                | Anisantha diandra                          |
| Stijve klaverzuring          | Oxalis stricta                             |
| Stijve moerasweegbree        | Baldellia ranunculoides ssp. ranunculoides |
| Stijve naaldvaren            | Polystichum aculeatum                      |
| Stijve ogentroost            | Euphrasia stricta                          |
| Stijve steenraket            | Erysimum virgatum                          |
| Stijve waterranonkel         | Ranunculus circinatus                      |
| Stijve wikke                 | Vicia tenuifolia                           |
| Stijve windhalm              | Apera interrupta                           |
| Stijve wolfsmelk             | Euphorbia stricta                          |
| Stijve zegge                 | Carex elata                                |
| Stinkend nieskruid           | Helleborus foetidus                        |
| Stinkend streepzaad          | Crepis foetida                             |
| Stinkende ballote            | Ballota nigra ssp. foetida                 |
| Stinkende ganzenvoet         | Chenopodium vulvaria                       |
| Stinkende gouwe              | Chelidonium majus                          |
| Stinkende kamille            | Anthemis cotula                            |
| Stippelganzenvoet            | Chenopodium ficifolium                     |
| Stippelvaren                 | Oreopteris limbosperma                     |
| Stippelzegge                 | Carex punctata                             |
| Stofzaad                     | Monotropa hypopitys                        |
| Stomp fonteinkruid           | Potamogeton obtusifolius                   |
| Stomp kweldergras            | Puccinellia distans ssp. distans           |
| Stomp vlotgras               | Glyceria notata                            |
| Stomphoekig sterrenkroos     | Callitriche obtusangula                    |
| Straatgras                   | Poa annua                                  |
| Straatliefdegras             | Eragrostis pilosa                          |
| Strandbiet                   | Beta vulgaris ssp. maritima                |
| Strandduizendguldenkruid     | Centaurium littorale                       |
| Strandkweek                  | Elytrigia atherica                         |
| Strandmelde                  | Atriplex littoralis                        |
| Strobloem                    | Helichrysum arenarium                      |
| Struikhei                    | Calluna vulgaris                           |
| Struisvaren                  | Matteuccia struthiopteris                  |

## T
A B C D E F G H I J K L M N O P R S T U V W Z
| Nederlandse naam      | Wetenschappelijke naam        |
| Tamme kastanje        | Castanea sativa               |
| Tandjesgras           | Danthonia decumbens           |
| Taxus                 | Taxus baccata                 |
| Teer guichelheil      | Anagallis tenella             |
| Teer vederkruid       | Myriophyllum alterniflorum    |
| Tenger fonteinkruid   | Potamogeton pusillus          |
| Tengere distel        | Carduus tenuiflorus           |
| Tengere rus           | Juncus tenuis                 |
| Tengere veldmuur      | Minuartia hybrida             |
| Tengere zandmuur      | Arenaria leptoclados          |
| Tijmereprijs          | Veronica serpyllifolia        |
| Timoteegras           | Phleum pratense ssp. pratense |
| Tongvaren             | Asplenium scolopendrium       |
| Torenkruid            | Arabis glabra                 |
| Tormentil             | Potentilla erecta             |
| Trekrus               | Juncus squarrosus             |
| Trilgraszegge         | Carex brizoides               |
| Tripmadam             | Sedum rupestre                |
| Trosbosbes            | Vaccinium corymbosum          |
| Trosdravik            | Bromus racemosus              |
| Trosgamander          | Teucrium botrys               |
| Trosglidkruid         | Scutellaria columnae          |
| Tuinbingelkruid       | Mercurialis annua             |
| Tuinwolfsmelk         | Euphorbia peplus              |
| Tweehuizige zegge     | Carex dioica                  |
| Tweerijige zegge      | Carex disticha                |
| Tweestijlige meidoorn | Crataegus laevigata           |

## U
A B C D E F G H I J K L M N O P R S T U V W Z
| Nederlandse naam   | Wetenschappelijke naam |
| Uitstaande melde   | Atriplex patula        |
| Uitstaande vetmuur | Sagina micropetala     |

## V
A B C D E F G H I J K L M N O P R S T U V W Z
| Nederlandse naam               | Wetenschappelijke naam                  |
| Valkruid                       | Arnica montana                          |
| Vallisneria                    | Vallisneria spiralis                    |
| Vals muizenoor                 | Hieracium peleterianum                  |
| Valse akkerkers                | Rorippa ×armoracioides                  |
| Valse kamille                  | Anthemis arvensis                       |
| Valse salie                    | Teucrium scorodonia                     |
| Valse voszegge                 | Carex otrubae                           |
| Valse wingerd                  | Parthenocissus inserta                  |
| Valse zandzegge                | Carex reichenbachii                     |
| Vaste lupine                   | Lupinus polyphyllus                     |
| Vederesdoorn                   | Acer negundo                            |
| Veelbloemige veldbies          | Luzula multiflora                       |
| Veelkleurig vergeet-mij-nietje | Myosotis discolor                       |
| Veelstengelige waterbies       | Eleocharis multicaulis                  |
| Veelwortelig kroos             | Spirodela polyrhiza                     |
| Veenbies                       | Trichophorum cespitosum ssp. germanicum |
| Veenbloembies                  | Scheuchzeria palustris                  |
| Veenmosorchis                  | Hammarbya paludosa                      |
| Veenpluis                      | Eriophorum angustifolium                |
| Veenreukgras                   | Hierochloe odorata                      |
| Veenwortel                     | Persicaria amphibia                     |
| Veerdelig tandzaad             | Bidens tripartita                       |
| Veldbeemdgras                  | Poa pratensis                           |
| Veldereprijs                   | Veronica arvensis                       |
| Veldgentiaan                   | Gentianella campestris                  |
| Veldgerst                      | Hordeum secalinum                       |
| Veldhondstong                  | Cynoglossum officinale                  |
| Veldkruidkers                  | Lepidium campestre                      |
| Veldlathyrus                   | Lathyrus pratensis                      |
| Veldrus                        | Juncus acutiflorus                      |
| Veldsalie                      | Salvia pratensis                        |
| Veldsla                        | Valerianella locusta                    |
| Veldwarkruid                   | Cuscuta campestris                      |
| Veldzuring                     | Rumex acetosa                           |
| Verfbrem                       | Genista tinctoria                       |
| Vergeten wikke                 | Vicia sativa ssp. segetalis             |
| Verspreidbladig goudveil       | Chrysosplenium alternifolium            |
| Vertakte leeuwentand           | Leontodon autumnalis                    |
| Vertakte paardenstaart         | Equisetum ramosissimum                  |
| Vetblad                        | Pinguicula vulgaris                     |
| Vierzadige wikke               | Vicia tetrasperma ssp. tetrasperma      |
| Vijfdelig kaasjeskruid         | Malva alcea                             |
| Vijfvingerkruid                | Potentilla reptans                      |
| Viltganzerik                   | Potentilla argentea                     |
| Viltig kruiskruid              | Jacobaea erucifolia                     |
| Viltige basterdwederik         | Epilobium parviflorum                   |
| Viltroos                       | Rosa tomentosa                          |
| Viltzegge                      | Carex tomentosa                         |
| Vingerhelmbloem                | Corydalis solida                        |
| Vingerhoedskruid               | Digitalis purpurea                      |
| Vingerzegge                    | Carex digitata                          |
| Vlasbekje                      | Linaria vulgaris                        |
| Vlasdolik                      | Lolium remotum                          |
| Vlashuttentut                  | Camelina sativa ssp. alyssum            |
| Vlaswarkruid                   | Cuscuta epilinum                        |
| Vleeskleurige orchis           | Dactylorhiza incarnata                  |
| Vliegenorchis                  | Ophrys insectifera                      |
| Vlottend fonteinkruid          | Potamogeton ×fluitans                   |
| Vlottende bies                 | Eleogiton fluitans                      |
| Vlottende waterranonkel        | Ranunculus fluitans                     |
| Vlozegge                       | Carex pulicaris                         |
| Vogelmuur                      | Stellaria media                         |
| Vogelnestje                    | Neottia nidus-avis                      |
| Vogelpootklaver                | Trifolium ornithopodioides              |
| Vogelwikke                     | Vicia cracca                            |
| Voorjaarsganzerik              | Potentilla tabernaemontani              |
| Voorjaarshelmkruid             | Scrophularia vernalis                   |
| Voorjaarszegge                 | Carex caryophyllea                      |
| Voszegge                       | Carex vulpina                           |
| Vreemde ereprijs               | Veronica peregrina                      |
| Vreemd speenkruid              | Ficaria verna ssp. grandiflora          |
| Vroege ereprijs                | Veronica praecox                        |
| Vroege haver                   | Aira praecox                            |
| Vroege sterhyacint             | Scilla bifolia                          |
| Vroege zegge                   | Carex praecox                           |
| Vroegeling                     | Erophila verna                          |

## W
A B C D E F G H I J K L M N O P R S T U V W Z
| Nederlandse naam          | Wetenschappelijke naam                         |
| Walstrobremraap           | Orobanche caryophyllacea                       |
| Wantsenorchis             | Orchis coriophora                              |
| Wateraardbei              | Comarum palustre                               |
| Watercrassula             | Crassula helmsii                               |
| Waterdrieblad             | Menyanthes trifoliata                          |
| Watergentiaan             | Nymphoides peltata                             |
| Watergras                 | Catabrosa aquatica                             |
| Waterkruiskruid           | Senecio aquaticus                              |
| Waterlepeltje             | Ludwigia palustris                             |
| Waterlobelia              | Lobelia dortmanna                              |
| Watermunt                 | Mentha aquatica                                |
| Watermuur                 | Stellaria aquatica                             |
| Waterpeper                | Persicaria hydropiper                          |
| Waterpostelein            | Lythrum portula                                |
| Waterpunge                | Samolus valerandi                              |
| Waterscheerling           | Cicuta virosa                                  |
| Waterteunisbloem          | Ludwigia grandiflora                           |
| Watertorkruid             | Oenanthe aquatica                              |
| Waterviolier              | Hottonia palustris                             |
| Waterzuring               | Rumex hydrolapathum                            |
| Wede                      | Isatis tinctoria                               |
| Weegbreefonteinkruid      | Potamogeton coloratus                          |
| Weegbreezonnebloem        | Doronicum plantagineum                         |
| Wegdistel                 | Onopordum acanthium                            |
| Wegedoorn                 | Rhamnus cathartica                             |
| Weichselboom              | Prunus mahaleb                                 |
| Weidegeelster             | Gagea pratensis                                |
| Weidehavikskruid          | Hieracium caespitosum                          |
| Weidekervel               | Silaum silaus                                  |
| Weidekervel-torkruid      | Oenanthe silaifolia                            |
| Weideklokje               | Campanula patula                               |
| Welriekende agrimonie     | Agrimonia procera                              |
| Welriekende ganzenvoet    | Chenopodium ambrosioides                       |
| Welriekende nachtorchis   | Platanthera bifolia                            |
| Welriekende salomonszegel | Polygonatum odoratum                           |
| Westerse karmozijnbes     | Phytolacca americana                           |
| Wigbladige roos           | Rosa elliptica                                 |
| Wijdbloeiende rus         | Juncus tenageia                                |
| Wijfjesvaren              | Athyrium filix-femina                          |
| Wild kattenkruid          | Nepeta cataria                                 |
| Wilde akelei              | Aquilegia vulgaris                             |
| Wilde averuit             | Artemisia campestris ssp. campestris           |
| Wilde bertram             | Achillea ptarmica                              |
| Wilde cichorei            | Cichorium intybus                              |
| Wilde dwergmispel         | Cotoneaster integerrimus                       |
| Wilde gagel               | Myrica gale                                    |
| Wilde hyacint             | Hyacinthoides non-scripta                      |
| Wilde kamperfoelie        | Lonicera periclymenum                          |
| Wilde kardinaalsmuts      | Euonymus europaeus                             |
| Wilde kievitsbloem        | Fritillaria meleagris                          |
| Wilde liguster            | Ligustrum vulgare                              |
| Wilde lijsterbes          | Sorbus aucuparia                               |
| Wilde marjolein           | Origanum vulgare                               |
| Wilde narcis              | Narcissus pseudonarcissus ssp. pseudonarcissus |
| Wilde peterselie          | Petroselinum segetum                           |
| Wilde reseda              | Reseda lutea                                   |
| Wilde ridderspoor         | Consolida regalis                              |
| Wilde sorgo               | Sorghum halepense                              |
| Wilde weit                | Melampyrum arvense                             |
| Wildemanskruid            | Pulsatilla vulgaris                            |
| Wilgalant                 | Inula salicina                                 |
| Wilgenroosje              | Chamerion angustifolium                        |
| Wilgfonteinkruid          | Potamogeton x decipiens                        |
| Wilgsla                   | Lactuca saligna                                |
| Wilgzuring                | Rumex salicifolius                             |
| Winterakoniet             | Eranthis hyemalis                              |
| Wintereik                 | Quercus petraea                                |
| Winterlinde               | Tilia cordata                                  |
| Winterpostelein           | Claytonia perfoliata                           |
| Wit bosvogeltje           | Cephalanthera longifolia                       |
| Wit hongerbloempje        | Draba muralis                                  |
| Wit vetkruid              | Sedum album                                    |
| Witte abeel               | Populus alba                                   |
| Witte amarant             | Amaranthus albus                               |
| Witte dovenetel           | Lamium album                                   |
| Witte els                 | Alnus incana                                   |
| Witte engbloem            | Vincetoxicum hirundinaria                      |
| Witte honingklaver        | Melilotus albus                                |
| Witte klaver              | Trifolium repens                               |
| Witte klaverzuring        | Oxalis acetosella                              |
| Witte krodde              | Thlaspi arvense                                |
| Witte munt                | Mentha suaveolens                              |
| Witte paardenkastanje     | Aesculus hippocastanum                         |
| Witte rapunzel            | Phyteuma spicatum ssp. spicatum                |
| Witte snavelbies          | Rhynchospora alba                              |
| Witte veldbies            | Luzula luzuloides                              |
| Witte waterkers           | Nasturtium officinale                          |
| Witte waterlelie          | Nymphaea alba                                  |
| Witte waterranonkel       | Ranunculus ololeucos                           |
| Wolfskers                 | Atropa bella-donna                             |
| Wolfspoot                 | Lycopus europaeus                              |
| Wollige distel            | Cirsium eriophorum                             |
| Wollige munt              | Mentha x rotundifolia                          |
| Wollige sneeuwbal         | Viburnum lantana                               |
| Wondklaver                | Anthyllis vulneraria                           |
| Wortelloos kroos          | Wolffia arrhiza                                |
| Wouw                      | Reseda luteola                                 |
| Wrangwortel               | Helleborus viridis                             |

## Z
A B C D E F G H I J K L M N O P R S T U V W Z
| Nederlandse naam       | Wetenschappelijke naam                 |
| Zaagblad               | Serratula tinctoria                    |
| Zacht loogkruid        | Salsola tragus                         |
| Zacht vetkruid         | Sedum sexangulare                      |
| Zachte berk            | Betula pubescens                       |
| Zachte dravik          | Bromus hordeaceus                      |
| Zachte duizendknoop    | Persicaria mitis                       |
| Zachte haver           | Helictotrichon pubescens               |
| Zachte hennepnetel     | Galeopsis pubescens                    |
| Zachte naaldvaren      | Polystichum setiferum                  |
| Zachte ooievaarsbek    | Geranium molle                         |
| Zandambrosia           | Ambrosia psilostachya                  |
| Zandblauwtje           | Jasione montana                        |
| Zanddoddegras          | Phleum arenarium                       |
| Zandhaver              | Leymus arenarius                       |
| Zandhoornbloem         | Cerastium semidecandrum                |
| Zandkweek              | Elytrigia maritima                     |
| Zandlangbaardgras      | Vulpia membranacea                     |
| Zandraket              | Arabidopsis thaliana                   |
| Zandstruisgras         | Agrostis vinealis                      |
| Zandvarkensgras        | Polygonum oxyspermum ssp. raii         |
| Zandviooltje           | Viola rupestris                        |
| Zandweegbree           | Plantago arenaria                      |
| Zandwolfsmelk          | Euphorbia seguieriana                  |
| Zandzegge              | Carex arenaria                         |
| Zeealsem               | Artemisia maritima                     |
| Zeegerst               | Hordeum marinum                        |
| Zeegroen walstro       | Galium glaucum                         |
| Zeegroene ganzenvoet   | Chenopodium glaucum                    |
| Zeegroene muur         | Stellaria palustris                    |
| Zeegroene rus          | Juncus inflexus                        |
| Zeegroene zegge        | Carex flacca                           |
| Zeekool                | Crambe maritima                        |
| Zeelathyrus            | Lathyrus japonicus                     |
| Zeepkruid              | Saponaria officinalis                  |
| zeepostelein           | Honckenya peploides                    |
| Zeeraket               | Cakile maritima                        |
| Zeerus                 | Juncus maritimus                       |
| Zeevenkel              | Crithmum maritimum                     |
| Zeevetmuur             | Sagina maritima                        |
| Zeeweegbree            | Plantago maritima                      |
| Zeewinde               | Convolvulus soldanella                 |
| Zeewolfsmelk           | Euphorbia paralias                     |
| Zegekruid              | Nicandra physalodes                    |
| Zevenblad              | Aegopodium podagraria                  |
| Zevenster              | Trientalis europaea                    |
| Zijdeplant             | Asclepias syriaca                      |
| Zilt torkruid          | Oenanthe lachenalii                    |
| Zilte greppelrus       | Juncus ambiguus                        |
| Zilte rus              | Juncus gerardii                        |
| Zilte schijnspurrie    | Spergularia marina                     |
| Zilte waterranonkel    | Ranunculus baudotii                    |
| Zilte zegge            | Carex distans                          |
| Zilverhaver            | Aira caryophyllea                      |
| Zilverschoon           | Potentilla anserina                    |
| Zinkboerenkers         | Thlaspi caerulescens                   |
| Zinkviooltje           | Viola lutea ssp. calaminaria           |
| Zittende zannichellia  | Zannichellia palustris ssp. palustris  |
| Zoete kers             | Prunus avium                           |
| Zomeradonis            | Adonis aestivalis                      |
| Zomerbitterling        | Blackstonia perfoliata ssp. perfoliata |
| Zomereik               | Quercus robur                          |
| Zomerfijnstraal        | Erigeron annuus                        |
| Zomerklokje            | Leucojum aestivum                      |
| Zomerlinde             | Tilia platyphyllos                     |
| Zomerschroeforchis     | Spiranthes aestivalis                  |
| Zomprus                | Juncus articulatus                     |
| Zompvergeet-mij-nietje | Myosotis laxa ssp. cespitosa           |
| Zompzegge              | Carex curta                            |
| Zuid-Afrikaanse gierst | Panicum schinzii                       |
| Zulte                  | Aster tripolium                        |
| Zuurbes                | Berberis vulgaris                      |
| Zwaardfonteinkruid     | Potamogeton ×sparganiifolius           |
| Zwaardrus              | Juncus ensifolius                      |
| Zwaluwtong             | Fallopia convolvulus                   |
| Zwanenbloem            | Butomus umbellatus                     |
| Zwarte appelbes        | Aronia ×prunifolia                     |
| Zwart tandzaad         | Bidens frondosa                        |
| Zwartblauwe rapunzel   | Phyteuma spicatum ssp. nigrum          |
| Zwarte bes             | Ribes nigrum                           |
| Zwarte els             | Alnus glutinosa                        |
| Zwarte engbloem        | Vincetoxicum nigrum                    |
| Zwarte lathyrus        | Lathyrus niger                         |
| Zwarte mosterd         | Brassica nigra                         |
| Zwarte nachtschade     | Solanum nigrum ssp. nigrum             |
| Zwarte populier        | Populus nigra                          |
| Zwarte toorts          | Verbascum nigrum                       |
| Zwarte zegge           | Carex nigra                            |
| Zwartmoeskervel        | Smyrnium olusatrum                     |
| Zwartsteel             | Asplenium adiantum-nigrum              |
| Zweedse kornoelje      | Cornus suecica                         |
| Zwenkdravik            | Anisantha tectorum                     |